# Tchami
Martin Bresso (nghệ danh Tchami) là nhà sản xuất nhạc House đến từ Paris, Pháp. Được biết đến như là người khai sinh ra "future house". Anh được biết đến rộng rãi sau khi ra mắt bản remix "Go Deep" của Janet Jackson. Tchami đã góp mặt trong nhiều tour diễn để ủng hộ các nghệ sĩ EDM danh tiếng như Skrillex, Diplo và DJ Snake. 

## Sự nghiệp

### 2013–nay: Đột phá
Ngày 5 tháng 12 năm 2013, Tchami ra mắt EP đầu tay "Promesses" cho phép miễn phí tải xuống thông qua hãng đĩa Fool's Gold Records. Cả hai bài nhạc đều được phát hành dưới dạng đĩa đơn; "Shot Caller" ngày 17 tháng 12 năm 2014, và "Promesses" ngày 4 tháng 1 năm 2015 thông qua hãng Ministry of Sound, với sự xuất hiện của ca sĩ Kaleem Taylor.
Tháng 2 năm 2015, Tchami cộng tác với Electric Family để sản xuất vòng tay, 100% số tiền thu được sẽ được quyên góp vào quỹ sức khỏe nhi đồng Miami (MCFH). Sứ mệnh của MCFH là nâng cao sức khỏe và hạnh phúc cho trẻ em khắp mọi nới cũng như nâng cao nhận thức và quỹ tiền tệ cho bệnh viện nhi Miami.
Tháng 10 năm 2015, Tchami và đồng nghiệp lẫn đồng hương DJ Snake bị thương trong một vụ tai nạn xe hơi. Do đó họ đã lỡ buổi biểu diễn ở lễ hội Monster Mash tại Toronto.

## Danh sách đĩa nhạc

### Extended Plays
| Năm  | Tên           | Peak chart positions |
| ---- | ------------- | -------------------- |
| 2015 | After Life EP | TBA                  |

### Đĩa đơn
| 2014                                                         | "Untrue"                                              | — | — | — | Non-album singles |
| 2014                                                         | "Shot Caller"                                         | — | — | — | Non-album singles |
| 2015                                                         | "Promesses" (featuring Kaleem Taylor)                 | 7 | 2 | 9 | Non-album singles |
| 2015                                                         | "After Life" (featuring Stacy Barthe)                 | — | — | — | After Life EP     |
| 2015                                                         | "Missing You" (featuring AC Slater and Kaleem Taylor) | — | — | — | After Life EP     |
| "—" denotes a single that did not chart or was not released. |                                                       |   |   |   |                   |

### Remixes
| Year | Title                  | Artist                      |
| ---- | ---------------------- | --------------------------- |
| 2013 | "MYB"                  | Oliver                      |
| 2013 | "Go Deep"              | Janet Jackson               |
| 2013 | "Stressed Out"         | A Tribe Called Quest        |
| 2014 | "It Takes Two"         | Rob Base and DJ E-Z Rock    |
| 2014 | "Wizard"               | Martin Garrix & Jay Hardway |
| 2014 | "You Know You Like It" | AlunaGeorge                 |
| 2014 | "Not Coming Down"      | Candyland & Zak Waters      |
| 2014 | "Turn It Up"           | Mercer                      |
| 2014 | "Move Your Body"       | Marshall Jefferson          |
| 2014 | "Pushing On"           | Oliver $ & Jimi Jules       |
| 2014 | "Take Ü There"         | Jack Ü                      |
| 2015 | "Timeless"             | Caroline Koch               |
| 2017 | "17"                   | MK                          |

### Cộng tác sản xuất
| Year | Title                  | Artist                    |
| ---- | ---------------------- | ------------------------- |
| 2013 | "Applause"             | Lady Gaga                 |
| 2013 | "Do What U Want"       | Lady Gaga                 |
| 2013 | "Sexxx Dreams"         | Lady Gaga                 |
| 2013 | "Turn Down for What"   | DJ Snake                  |
| 2014 | "Get Low"              | Dillon Francis & DJ Snake |
| 2014 | "You Know You Like It" | DJ Snake & AlunaGeorge    |
| 2015 | "Lean On"              | Major Lazer & DJ Snake    |